# Nudaria yatungiae
Nudaria yatungiae är en fjärilsart som beskrevs av Embrik Strand 1922. Nudaria yatungiae ingår i släktet Nudaria och familjen björnspinnare. Inga underarter finns listade i Catalogue of Life.